# ESPN Classic
Ne pas confondre avec ESPN Classic Sport, la version européenne
Pour les articles homonymes, voir ESPN Classic UK et ESPN Classic (Canada).
ESPN Classic est une chaîne de télévision sportive du groupe américain ESPN. La chaîne est internationale, proposée sur des réseaux câblés et satellites et diffusée en continu. En 2004 elle a été souscrite par 30 millions de foyers américain. Disney a racheté en 1997 la chaîne Classic Sports Network et l'a rebaptisé ESPN Classic. Cette chaîne est spécialisée dans la rediffusion d'événements sportifs passés (même en noir et blanc), la diffusion de films sur le sport et de documentaires sur les sportifs d'autrefois. Comme le reste du réseau ESPN, ESPN Classic appartient à 80 % à la Walt Disney Company et à 20 % à Hearst Corporation. 
La chaîne est aussi diffusée en Europe sous le nom de ESPN Classic Sport sauf pour le Royaume-Uni et le Canada avec respectivement ESPN Classic UK et ESPN Classic (Canada). Le siège européen de ESPN Classic se trouve à Londres. La chaîne existe grâce à un partenariat avec News Corp sous le nom de ESPN Star Sports en Inde et en Chine.
En 2021, les médias ont indiqué que la chaîne fermerait à la fin de l'année, et elle l'a fait aux dernières heures du 31 décembre 2021.

## Historique
Lancée le 6 mai 1995 sous le nom de Classic Sports Network, la chaîne débute à Ada dans l'Oklahoma avec 6 500 souscripteurs.
Le 3 septembre 1997, ESPN signe un accord pour racheter Classic Sports Network qui obtient un certain succès. Le 9 octobre 1997, l'achat est complété. Le nouveau logo de la chaîne réutilise toutefois le "boxeur" intégré à la lettre "C" utilisé par Classic Sports Network.
En octobre 2000, l'émission Road Show permet de relier les événements avec le présent en proposant des interviews récentes et souvent en direct des participants ou des journalistes de l'époque.
En 2001, le réseau ESPN Classic Sport est lancé en Europe et au Canada comme une déclinaison de ESPN Classic. Le réseau européen était détenu par Sports Capital Partners un partenariat entre ESPN Inc (70 %) et Falconhead (30 %), une société d'investissements new-yorkaise. Cette dernière avait souscrit une option pour pouvoir revendre ses parts à ESPN. La chaîne canadienne s'appelle sobrement ESPN Classic.
Les premières chaînes du réseau européen furent lancées en mars 2002 en France et en juillet 2002 en Italie.
En 2005, la chaîne a proposé quelques retransmissions en direct d'événements, allant à l'encontre de sa programmation habituelle car ni ESPN ni ESPN2 ne pouvaient diffuser ces événements.
Le 13 avril 2005, ESPN Inc rachète la part de Falconhead dans ESPN Classic Sport détenue dorénavant à 100 % par ESPN Inc.
Le 28 février 2006 Disney a signé un accord pour diffuser au Royaume-Uni sous le nom d'ESPN Classic la chaîne ESPN Classic Sport. La diffusion a débuté sur le réseau de Sky le 13 mars 2006.
La chaîne est aussi disponible depuis le 20 octobre 2009 sur la PlayStation Portable et la PlayStation Portable Go. 
Le 12 janvier 2011, ESPN signe un contrat de diffusion du Championnat du monde des rallyes 2011 au Royaume-Uni sur ESPN et des archives sur ESPN Classic. Le 14 février 2011, Virgin Media lance un service de vidéo à la demande associé à la chaîne ESPN Classic UK. Le 1er avril 2011, ESPN signe un contrat avec la BBC afin de pouvoir utiliser à près de 80 heures d'archives sportives.

## Programmes
La chaîne rediffuse des événements sportifs célèbres, des documentaires sur le sports, des films sur le monde du sport. Les programmes comprennent des biographies de sportifs, des historiques de compétitions de baseball ou de football américain avec souvent des commentaires supplémentaires.
- Classic Wide World of Sports et Classic Sports Reporters revisitent le weekend les événements sportifs.
- SportsCentury, une série de biographies d'une heure chacune diffusée dans la nuit.
- Who's No. 1?
- The Top 5 Reasons You Can't Blame...
- Cheap Seats
- Classic Now